# Naboomspruit
Naboomspruit, également appelé Mookgophong depuis 2006, est une petite ville d'Afrique du Sud située dans la province du Limpopo dans l'ancienne région nord du Transvaal.

## Démographie
Selon le recensement de 2011, la commune de Naboomspruit compte 24 853 résidents dont 88,07 % issus des communautés bantouphones et 10,86 % issus des communautés blanches du pays. La langue maternelle dominante est le Sepedi (56,30 %) suivi du Xitsonga (13,70 %) et de l'Afrikaans (10,95 %).
Cependant, la majorité des résidents habitent dans les townships de Naboomspruit et dans le quartier de Phumolong. Dans le village centre de Naboomspruit, les 3 780 résidents sont majoritairement issus de la communauté blanche d'Afrique du Sud (70,98 %) et sont à 75,10 % de langue maternelle afrikaans.

## Historique
Naboomspruit fut fondée en 1910 après la découverte d'étain et de platine dans la région. Naboomspruit fut baptisée d'après les plantes Euphorbia (naboom) qui poussent sur les bords du ruisseau local (spruit en afrikaans).
Le gouvernement provincial lui a donné le nom de Mookgophong en 2006 mais le nom d'origine s'est maintenu.

## Administration
La ville fait d'abord partie de la municipalité de Mookgophong (35 640 d'habitants) puis, à partir d'aout 2016, de celle de Mookgophong/Modimolle.

### Liste des maires
- Willem van Heerden
- Koos Opperman
- Sarah Monyamane (2011-2016)

## Toponymie locale
| Ancien nom de rue                   | Nouveaux noms        |
| ----------------------------------- | -------------------- |
| 4th avenue                          | Nelson Mandela drive |
| 3rd street Hans van Rensburg street | Thabo Mbeki street   |